# Historiska föreningen
Historiska föreningen är en svenskspråkig förening för historiker och historieintresserad allmänhet i Finland. Föreningen som grundades 1914 är ansvarig utgivare för Historisk Tidskrift för Finland. Föreningen är medlem av Vetenskapliga Samfundens Delegation och Förbundet för vetenskapspublicering i Finland. 
Föreningen delar ut två pris. Gösta Mickwitz pris (4000 euro) utdelas sedan 2001 och premierar en historiker som på ett bemärkt sätt bidragit till att upprätthålla ett levande intresse för historia och historieforskning. Gunnar Mickwitz pris (1000 euro) utdelas årligen till en förtjänstfull avhandling pro gradu vid den svenska lärostolen i historia vid Helsingfors universitet.

## Historia
Historiska föreningen grundades ursprungligen under namnet Svenska Studenters Historiska Förening år 1914. Föreningen var från början främst avsedd för studenter och forskare inom historia vid universitetet i Helsingfors. Avsikten med föreningen var att främja historieforskning på svenska och bilda en motvikt till den fennomanska historiesyn som odlades inom den dåtida finskspråkiga historieforskningen. Någon uttalad språkstrid låg dock inte bakom grundläggandet. Bland initiativtagarna till föreningen fanns Kurt Antell som då tjänstgjorde vid statsarkivet och sedermera blev chef för riksdagens svenska kansli, studenten Vilhelm Ramsay och historikern P.O. von Törne, som även blev föreningens första ordförande. År 1929 ändrades föreningens namn till Historiska föreningen och verksamhetens målgrupp utvidgades så att den även kom att omfatta den historieintresserade allmänheten.

## Ordförande
- Per Olof von Törne 1914-1919
- Gabriel Nikander 1919-1920
- Magnus Gottfrid Schybergson 1920-1923
- Hjalmar Crohns 1923-1926
- Bruno Lesch 1926-1937
- Eric Anthoni 1937-1943
- Oscar Nikula 1943-1945
- Bruno Lesch 1945
- Lolo Krusius-Ahrenberg 1946
- Berndt Federley 1946-1949
- Eric Anthoni 1949-1965
- Jarl Gallén 1965-1976
- Johan Chydenius 1976-1982
- Jerker A. Eriksson 1982-1986
- Dag Lindberg 1987-1992
- Henry Rask 1993-2002
- Derek Fewster 2003-2010
- Peter Stadius 2011-2014
- Julia Dahlberg 2015-